# Venny Soldan-Brofeldt
Pour les articles homonymes, voir Soldan.
Wendla Irene Soldan-Brofeldt dite Venny, née le 2 novembre 1863 à Helsingfors (aujourd'hui Helsinki), dans le grand-duché de Finlande (associé à l'Empire russe) – morte le 10 octobre 1945 à Lohja), est une peintre finlandaise,.

## Biographie

### Les études
De 1880 à 1884, Venny étudie à l'École de dessin de l'association des arts d'Helsingfors.
Elle bénéficie aussi des leçons privées de Maria Wiik.
De 1883 à 1885, elle étudie à l'Académie d'art et d'industrie Stieglitz de Saint-Pétersbourg.
Dans la deuxième moitié des années 1880, elle étudie en plusieurs périodes à l'Académie Colarossi de Paris.
Venny Soldan-Brofeldt fait des voyages d'études en Espagne et en Italie.
Elle les finance en réalisant des copies d'œuvres classiques qui se vendent bien à cette époque.
De retour à Helsingfors elle devient professeur de dessin.

### Rencontre avec Juhani Aho
À l'automne 1889 et au printemps 1890, Venny Soldan et Juhani Aho habitent tous deux à Paris mais ne se rencontrent qu'à l'automne 1890 à l'atelier de d'Anna Sahlstén (fi) à Helsingfors.
Ils font leur voyage de noces à Saint-Pétersbourg.
Ils habitent ensuite aux bains d'Ullanlinna dont le loyer est bas pendant la période hivernale.
Dans leur cercle d'amis on compte Jean Sibelius, Pekka Halonen, Arvid Järnefelt, tout le groupe Jeune Finlande, Kasimir Leino, Werner Söderhjelm, Albert Edelfelt, Axel Gallén et Eero Järnefelt, qui formeront plus tard le cercle Symposion.

### Le mariage
Le 21 septembre 1891, Venny épouse Juhani Aho. Ensuite, le couple voyage notamment en Carélie. 
En 1892, Venny fonde son atelier à Helsinki. La même année, elle cofonde également Naisasialiitto Unioni, une organisation féministe finlandaise avec Lucina Hagman et Maikki Friberg.
Le couple a une vie itinérante habitant parfois à l'étranger, au presbytère d'Iisalmi et à d'autres endroits. Le couple s'établit quand Venny attend un enfant. En 1895, ils s'installent à Hausjärvi, où bientôt les rejoignent d'anciens amis comme Werner Söderhjelm. Juhana Heikki Erkko, Paavo Cajander (fi), Magnus Enckell et Eero Järnefelt.
Leur premier enfant Heikki Aho naît à Hausjärvi le 29 mai 1895. Venny a une relation ambivalente avec sa sœur Tilly : elle aime profondément sa sœur et a besoin d'aide pour les travaux ménagers, mais elle remarque une grande proximité entre Tilly et son mari.
À l'automne 1896, Venny part pour Berlin pour y étudier les nouvelles tapisseries tissées et les revêtements muraux. La relation entre Tilly Soldan et Juhani Aho se développe à un point tel qu'il n'y a plus de retour possible. Venny ne se presse pas de revenir en Finlande car elle fait confiance à Juhani et à Tilly pour prendre bien soin du bébé Heikki.
Pour résoudre la crise familiale, il est décidé que Juhani Aho parte pour Paris pour éprouver ses sentiments et que Venny reste à Hausjärvi.
Venny ne rompt pas sa relation avec sa sœur et souhaite préserver son mariage avec Juha.
Tilly se rend à nouveau en Suisse pour se soigner. Tilly et Jussi se rencontrent en Suisse, mais Juha a déjà décidé de retourner vivre avec sa femme.
Venny et Jussi ont alors un second enfant Antti Aho le 29 septembre 1900. Mais le ménage à trois continue et Nils Björn Soldan, le fils de Juhani et de Tilly, naît en 1902. Tilly lui donne naissance à l'étranger et le présentera comme son enfant adoptif. Juhani Aho trouve un terrain pour Tilly et Nils près de Järvenpää où ils habitent tous. Afin d'avoir quelques revenus, Tilly y fonde la maison d'enfants Kakarasaaren. Juhani lui rend régulièrement visite et y cultive des champs. Il semble qu'aucun autre membre de la famille n'ait connu la vérité avant qu'Antti Aho ne publie en 1951 la biographie (Juhani Aho – Elämä ja teokset).
En 1897, le couple s'installe dans la maison Vårbackan au bord du lac de Tuusula à Järvenpää.
La maison sera renommée Ahola. 
Venny présente son tableau Heränneitä à l'Exposition universelle de 1900 à Paris et y reçoit la médaille de bronze.
Le Manifeste de février 1899 apportera bien des difficultés à tous ceux qui se sont opposés aux mesures russes. Son frère Pekka Brofeldt est expulsé et doit se réfugier à Stockholm. On suspecte que le nom Johannes Brofelt est sur la liste noire de Nikolaï Bobrikov. En 1903–1904, la famille se rend au Tyrol, puis à Venise et Florence pour échapper à l'exil en Sibérie. À leur retour en Finlande en 1904, Nikolaï Bobrikov vient d'être abattu.
Le jour de Snellman de l'an 1907, Juhani Aho officialise son nom finnois. Venny Soldan-Brofeldt conservera le sien. En 1911, la famille Aho déménage pour la rue Armfeltintie à Helsinki. En 1910, Venny écrit (Kuinka on opittu lentämään). Avec son époux elle écrit aussi le livre (Suomalainen kuvakirja lapsille ja nuorisolle).
À la fin de ses jours, Juhani Aho préfère habiter à Ekenäs. Venny préfère habiter Helsinki. Juhani Aho décède le 8 août 1921, Venny restera veuve pendant 20 ans. Quand la maison d'artistes de Lallukka (fi) est construite en 1933, Venny Soldan-Brofeldt en devient l'hôte d'honneur. Elle la quittera pendant la guerre d'Hiver pour habiter son chalet nommé Vennylä à Lohja. Elle s'y éteindra le 10 octobre 1945.
Tilly Soldan est décédée 10 ans après Juhani. Un peu avant sa mort, Venny brûlera la correspondance entre son mari et Tilly. Avant sa mort, Venny a exprimé le souhait de ne pas être enterrée avec Juhani Aho à Iisalmi mais dans le tombeau de la famille Soldan au cimetière de Hietaniemi

## Ses œuvres

### Peintures
- Heränneitä, 1898, Musée Ateneum
- Yksinäinen rukoilija, église d'Oulujoki[13]

### Livres
- (fi) Venny Soldan-Brofeldt, Merimajamme ja me, WSOY, 1930, 187 p.
- (fi) Venny Soldan-Brofeldt, Kuinka on opittu lentämään, 1910
- (fi) Venny Soldan-Brofeldt, Juhani Aho, Suomalainen kuvakirja lapsille ja nuorille, WSOY, 1984
- (fi) Venny Soldan-Brofeldt, Suomi on kaunis, WSOY, 1933, 102 p.
- (fi) Venny Soldan-Brofeldt, Parhaat ystävämme kotieläimet, WSOY,, 1930
- (fi) Venny Soldan-Brofeldt, Jänis : maalattavia kuvia, Otava, 1908
- (fi) Venny Soldan-Brofeldt, Askartelua lapsille : leikattavia ja liimattavia kuvia, WSOY, 1930

## Galerie

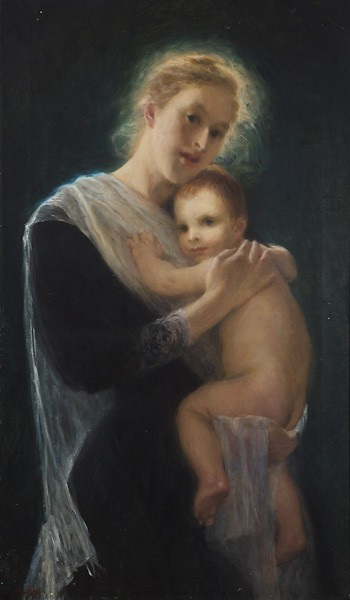
Autoportrait (avec un enfant), 1890.
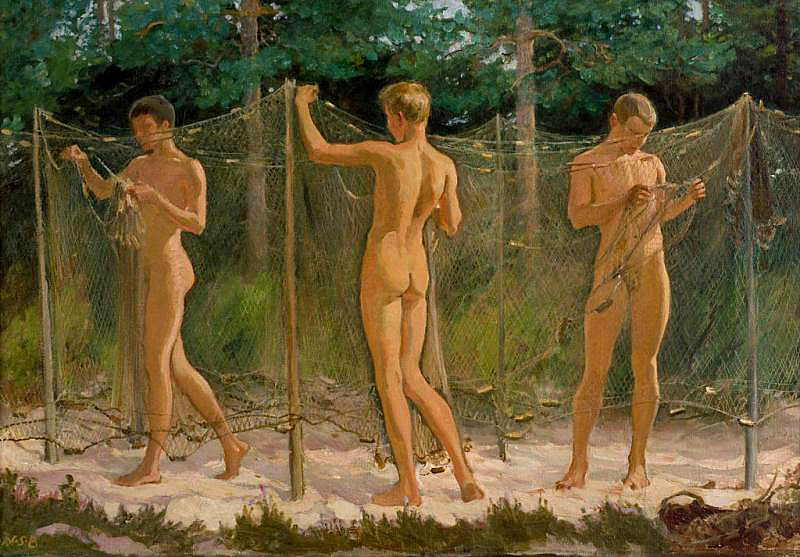
Jeunes pêcheurs au filet.
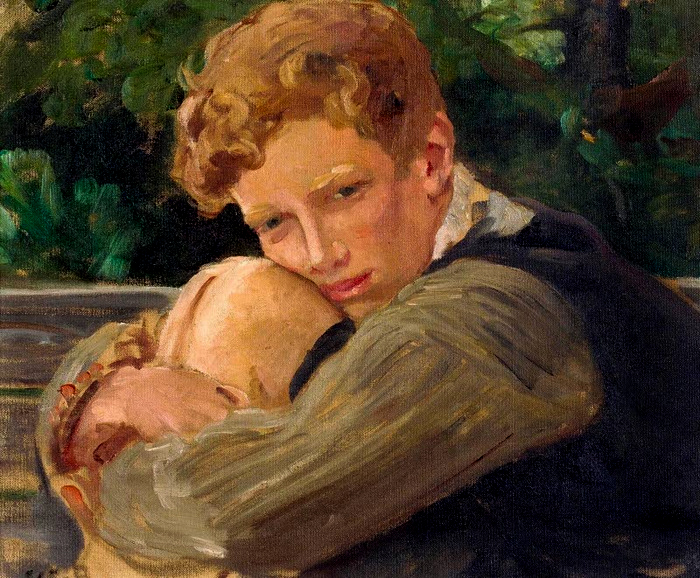
Le Garçon blond.
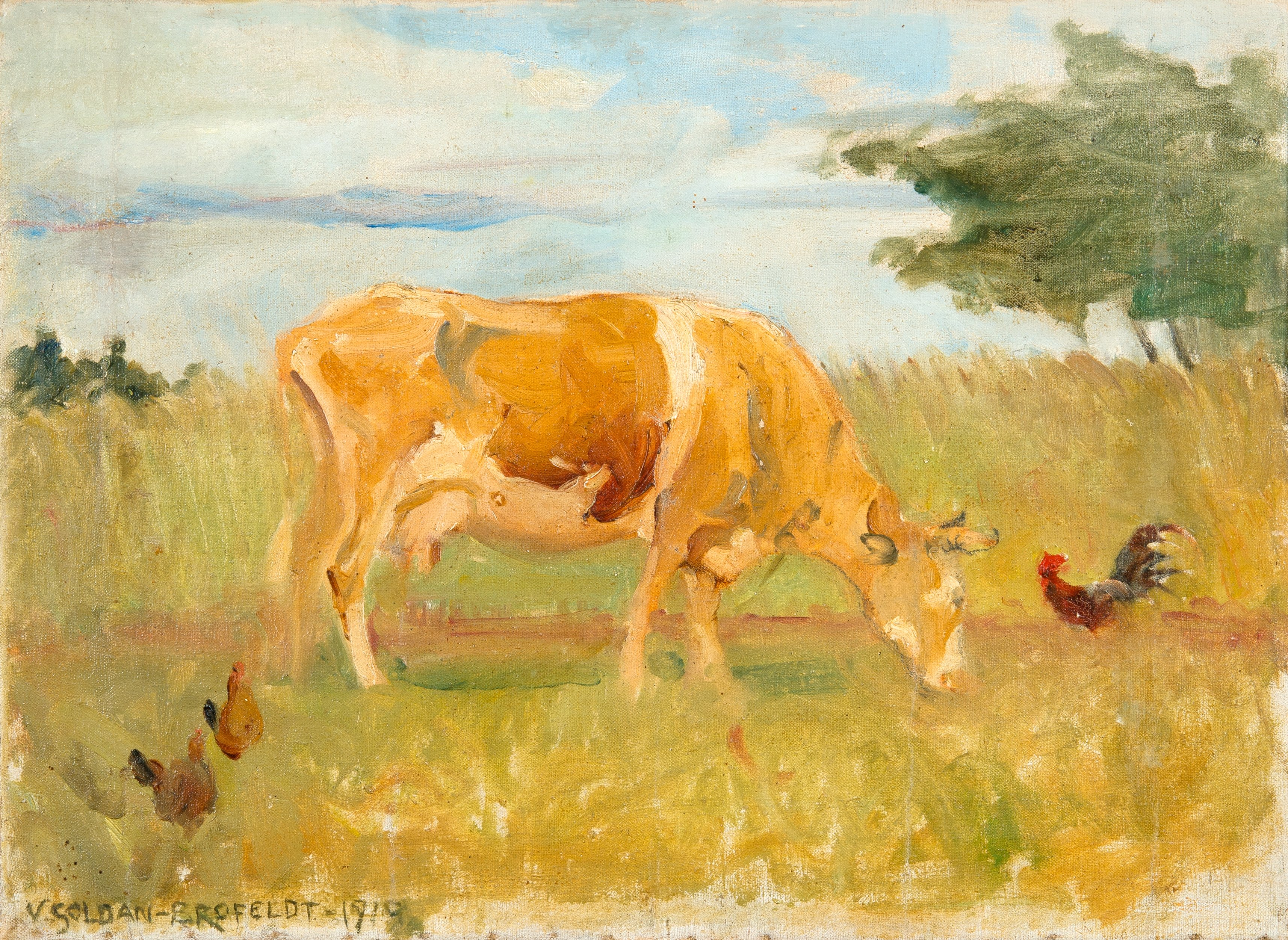
Une vache dans la prairie.
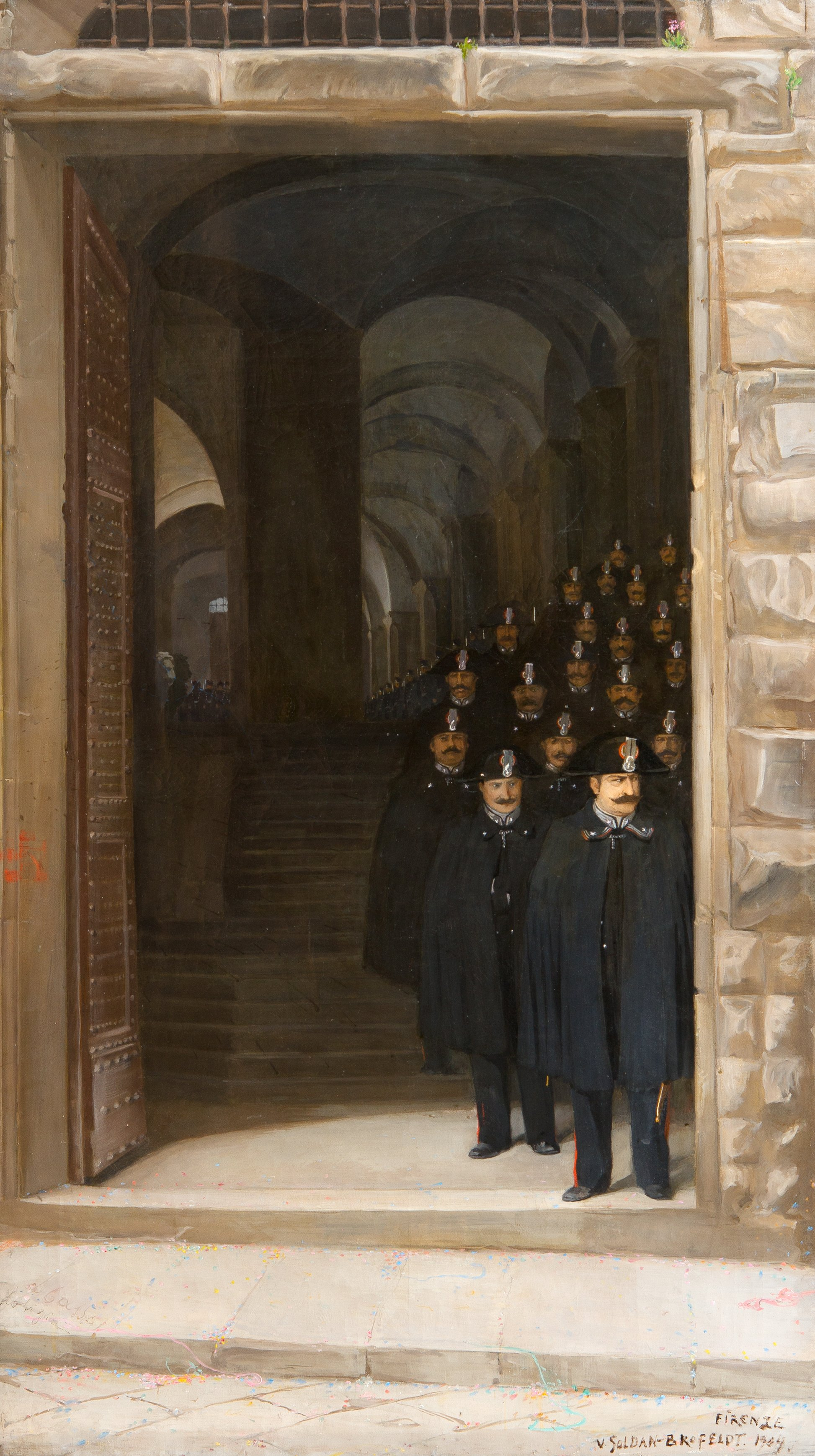
Chœur de la police florentine.
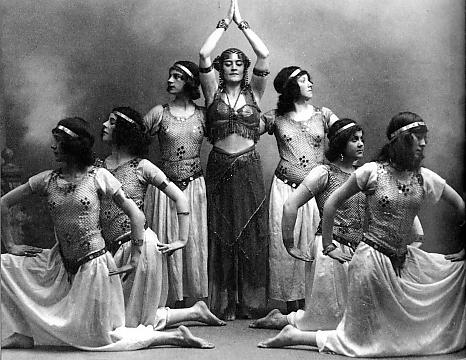
Costumes du Peer Gynt conçus par Venny Soldan-Brofeldt.